# Résolution 1718 du Conseil de sécurité des Nations unies
Membres permanents
- Chine
- États-Unis
- France
- Royaume-Uni
- Russie

Membres non permanents
- Argentine
- Congo
- Danemark
- Ghana
- Grèce
- Japon
- Pérou
- Qatar
- Slovaquie
- Tanzanie

Résolution no 1717 Résolution no 1719
La résolution 1718 du Conseil de sécurité des Nations unies fut adoptée à l'unanimité par le Conseil de sécurité des Nations unies le 14 octobre 2006. La résolution, qui place le texte sous le chapitre VII de la charte des Nations unies, impose une série de sanctions économiques et commerciales à la république populaire démocratique de Corée (la RPDC, ou Corée du Nord) ainsi que d'éventuelles mesures sous son article 41, en réaction à l’essai nucléaire que cette nation a affirmé avoir effectué.

## Conditions
La résolution prévoit que :
- La Corée du Nord doit s'abstenir « de tout nouvel essai nucléaire ou tir de missile balistique »[1], « suspendre toute activité relative à son programme de missiles balistiques » et « éliminer toutes ses armes nucléaires et son programme nucléaire d'une façon complète, vérifiable et irréversible ».
- La RPDC doit aussi revenir immédiatement aux pourparlers à six sans condition.
- Les États membres devront coopérer en procédant à l'inspection des livraisons des cargaisons en provenance et en direction de la Corée du Nord pour empêcher le trafic illicite d'armes de destruction massive.
- Une interdiction est imposée sur l'importation et l'exportation de chars, de véhicules blindés, de systèmes d'artillerie de gros calibre, d'avions de combat, d'hélicoptères d'attaque, de navires de guerre, de missiles ou de systèmes pour les missiles (…) et de produits de luxe.
- Les États membres doivent geler les actifs financiers détenus à l'étranger par toute personne ou organisation liées au programme nucléaire ou au programme de missiles balistiques de la RPDC. L'interdiction de voyager à l'étranger est aussi soumis aux employés du programme et à leur famille.

## Comité de surveillance des sanctions
Tous les États membres de l'ONU doivent rapporter au Conseil les mesures qu'ils adoptent en accord avec la résolution durant les 30 prochains jours.
La résolution ordonne également l'établissement d'un comité de surveillance des sanctions, composé des quinze membres actuels du Conseil de sécurité, afin de contrôler sa mise en application, et d'en faire un rapport au Conseil au moins tous les 90 jours.

## Mise en application
Alors que la résolution invoque le chapitre VII de la Charte des Nations unies qui permet la mise en application, elle ne permet aucun usage de la force militaire pour soutenir ces demandes. Le Conseil de sécurité des Nations unies avait déjà convenu précédemment de présenter un front uni au sujet de cette résolution afin d'affirmer clairement à Pyongyang sa condamnation des aspirations nucléaires de la nation rebelle, mais il persiste des différences d'opinion sur l'implémentation de la résolution.
Aussi bien la Chine que la Russie sont préoccupés du fait que les inspections de cargaisons pourraient provoquer des confrontations avec la marine nord-coréenne, et la Chine a déclaré après le passage de la résolution qu'elle ne réalisera pas de telles inspections. Les États-Unis ont accepté un compromis sur son désir initial de bloquer toutes les importations d'équipements militaires. Le vote final sur les sanctions a été retardé par la recherche de termes acceptables par tous les membres du Conseil.

## Réaction de la Corée du Nord
Le représentant de la Corée du Nord à l'ONU Pak Gil Yon a quitté la chambre après avoir déclaré que Pyongyang « rejette totalement » la résolution « injustifiable ». Il a déclaré que le Conseil de sécurité avait agi « tel à des gangsters » en adoptant une « résolution coercitive » tout en négligeant les pressions des États-Unis sur la Corée du Nord : « Si les États-Unis accroissent leur pression sur la république démocratique populaire de Corée, la RDPC continuera à prendre des contre-mesures physiques en considérant cet acte comme une déclaration de guerre ».
Le 17 octobre 2006, la Corée du Nord a déclaré que les Nations unies avaient effectivement déclaré la guerre sur le pays en lui imposant des sanctions à cause de l'essai nucléaire du pays. Le ministre des affaires étrangères de la RDPC a dit que la Corée du Nord voulait la paix, mais ne craignait pas la guerre. Une déclaration rapportée par l'Agence de presse centrale de Corée officielle indique que la Corée du Nord « frappera sans merci » si sa souveraineté est violée.